# België op de Paralympische Winterspelen 2006
België nam deel aan de Paralympische Winterspelen 2006 in het Italiaanse Turijn. Natasha De Troyer was, met haar begeleider, de enige deelneemster.

## Deelnemers en resultaten

### Alpineskiën
| Olympiër          | Discipline                          | Resultaat | Prestatie |
| ----------------- | ----------------------------------- | --------- | --------- |
| Natasha De Troyer | Afdaling Klasse Visueel Beperkt     | 5e        | 2'04,91"  |
| Natasha De Troyer | Slalom Klasse Visueel Beperkt       | 4e        | 2'13,16"  |
| Natasha De Troyer | Reuzenslalom Klasse Visueel Beperkt | 5e        | 2'39,86"  |
| Natasha De Troyer | Super G Klasse Visueel Beperkt      | 5e        | 1'57,01"  |

Andorra · 
Armenië · 
Australië · 
België · 
Bulgarije · 
Canada · 
Chili · 
China · 
Denemarken · 
Duitsland · 
Finland · 
Frankrijk · 
Groot-Brittannië · 
Hongarije · 
Iran · 
Italië · 
Japan · 
Kazachstan · 
Korea · 
Kroatië · 
Letland · 
Mexico · 
Mongolië · 
Nieuw-Zeeland · 
Noorwegen · 
Oekraïne · 
Oostenrijk · 
Polen · 
Rusland · 
Slovenië · 
Slowakije · 
Spanje · 
Tsjechië · 
Verenigde Staten · 
Wit-Rusland · 
Zuid-Afrika · 
Zweden · 
Zwitserland